# Pokój w Vasvár

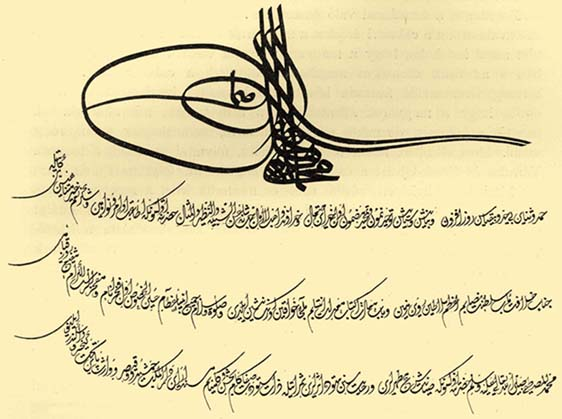
Traktat w Vasvár (wersja turecka)

Pokój w Vasvár (1664) – pokój kończący wojnę, toczoną w latach 1663–1664 pomiędzy Imperium Osmańskim a Austrią.
Pokój między Leopoldem I a sułtanem Mehmedem IV zawarto na dwadzieścia lat 10 sierpnia 1664 r. w mieście Vasvár (niem. Eisenburg) w dzisiejszych zachodnich Węgrzech. Na jego mocy Imperium Osmańskie utrzymało zwierzchnictwo nad Transylwanią i władzę nad swoimi węgierskimi i chorwackimi posiadłościami. Cesarz pozostawił w rękach Turków również kolejne przygraniczne twierdze, które zdobyli w czasie walk w latach 1663–1664 (Várad i Érsekújvár). Ta defensywna polityka miała na celu utrzymanie pokoju z Imperium Osmańskim na długie lata i uzyskanie ze strony Turków przychylnej neutralności w wewnętrznym konflikcie węgiersko-habsburskim. Tak się jednak nie stało.
„Haniebny” pokój vasvárski, którego koszty tak naprawdę poniosły głównie Węgry, wywołał falę rozgoryczenia wśród węgierskiej szlachty. Postępowanie dworu wiedeńskiego uznano w krainach węgierskich za zdradę. Wywołało ono niechęć bana Nikoli Zrińskiego i wielu węgierskich magnatów wobec Habsburgów i przyczyniło się później do zawiązania spisku palatyna Franciszka Wesselényiego w roku 1666.